# سینگام
سینگام (به تامیلی: Singam) فیلمی محصول سال ۲۰۱۰ و به کارگردانی هاری است. در این فیلم بازیگرانی همچون سوریا، آنوشکا شتی، پراکاش راج، ویویک ایفای نقش کرده‌اند.